# Мужские приключения

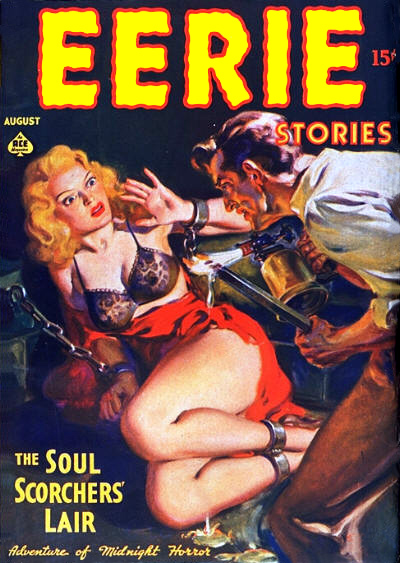
«Логово выжигателя душ» Нормана Сондерса из « Жутких историй» № 1, август 1937 года.

Мужские приключения — жанр журнала, который издавался в США с 1940-х до начала 1970-х годов. В этих журналах, предназначенных для мужской аудитории, были представлены девушки в стиле пин-ап и мрачные рассказы о приключениях, в которых обычно рассказывались о смелых военных подвигах, экзотических путешествиях или столкновениях с дикими животными. Эти журналы также в просторечии назывались «сликами для подмышек», «журналами мужского пота» («men’s sweat magazines») или просто «потами» («the sweats»), особенно среди их издателей и распространителей.

## Обзор
Fawcett Publications добились определённого успеха с журналом True, где истории стали более сосредоточены на войне после того, как США вступили во Вторую мировую войну в 1941 году. Pulp-журнал Argosy решил перейти на гладкую бумагу в 1943 году и смешать больше «правдивых» историй с вымыслом. Другие крупные журналы Adventure, Blue Book и Short Stories в конечном итоге последовали их примеру. Вскоре к ним присоединились новые журналы — Cavalier от Fawcett, а также Stag и Swank. Во время пика популярности подобных изданий, в конце 1950-х годов, одновременно выходило около 130 мужских журналов о приключениях.
Истории обычно претендовали на реальность. Женщины, попавшие в беду, изображённые на красочных обложках или на страницах таких журналов, часто подвергались угрозам или пыткам со стороны нацистов или, в более поздние годы, коммунистов. Типичные заголовки, основанные на особенно зловещих и непристойных иллюстрациях на обложке, включают «История человека», «Мужчины сегодня», «Мужской мир» и «Мужской эпос».
Многие из историй были реальными историческими рассказами о битвах, биографиях и подвигах солдат с высокими наградами. Несколько рассказов были объединены и выпущены под разными названиями в изданиях в мягкой обложке издательством Pyramid Books с пометкой «под редакцией Фила Хирша». Фил Хирш был вице-президентом Pyramid Books с 1955 по 1975 год.
В 1970-х годах многие мужские приключенческие журналы отказались от художественной литературы и рассказов о «настоящих боевиках» и начали сосредотачиваться на изображениях обнаженных женщин и научно-популярных статьях, связанных с сексом или текущими событиями.

## Авторы
Художник Норман Сондерс был лидером среди иллюстраторов этих журналов, занимая положение, аналогичное тому, которое занимала Маргарет Брандейдж в классических pulp-изданиях. Чарльз Коупленд и Эрл Норем были двумя другими популярными художниками, работавшими на Magazine Management. Многие не подписанные иллюстрации были выполнены Брюсом Минни, Нормом Истманом, Гилом Коэном, Мелом Крейром, Бэзилом Гогосом и Виком Прецио. Джеймс Бама создал более 400 иллюстраций примерно за восьмилетний период, примерно с 1957 по 1964 год, прежде чем переключился на иллюстрации для книжек в мягких обложках. Исторический художник Морт Кюнстлер нарисовал множество обложек и иллюстраций для этих журналов, а фотограф Playboy Марио Касилли снимал пин-ап для этого рынка. В компании по управлению журналами издателя Мартина Гудмана будущий юморист и автор бестселлеров Брюс Джей Фридман работал писателем-редактором, а Марио Пьюзо был сотрудником до того, как стал известным писателем. Пьер Буль, Рэй Брэдбери, Эрскин Колдуэлл, Ян Флеминг, Роберт Ф. Дорр и Микки Спиллейн также предоставляли мужским журналам о приключениях рассказы или отрывки из романов.

## Наследие
Истории в мягкой обложке становились всё более популярными в 1950-х и 1960-х годах, а сериалы, такие как «Палач» Дона Пендлтона, отражали тот же дух военных историй и продолжались ещё долго после того, как выпуск журналов мужских приключений был прекращён.
Название альбома Фрэнка Заппы и The Mothers of Invention Weasels Ripped My Flesh было заимствовано с обложки о человеке против зверя в сентябрьском выпуске журнала Man’s Life за 1956 год, и режиссёр Натан Шифф снял фильм ужасов Weasels Rip My Flesh (1979).
Были попытки возродить издание Argosy, один раз в 1990-х годах, снова в 2004 году и, наконец, в 2013 году. Журнал Soldier of Fortune продолжил традицию рассказов о войне для мужской аудитории. Несколько современных периодических изданий, таких как FHM и Maxim, чем-то похожи на более ранние приключенческие журналы, в которых сочетаются гламурные фотографии и случайные реальные истории о приключениях и ужасах. Такие издатели, как Hard Case Crime, выпускают новые и переиздают романы в мягкой обложке в традициях крутого pulp-fiction. Магазин онлайн-книг Amazon.com использует жанровый ярлык «мужские приключения» («men’s adventure») в общем смысле для классификации приключенческих романов, в которых героем является взрослый мужчина, чтобы отличать эти книги от «женских приключений» и «детских боевиков и приключений».